# صبري تابيت
صبري تابيت (بالفرنسية: Sabri Tabet)‏ (17 أغسطس 1977 في فرنسا - ) هو مدرب كرة قدم ولاعب كرة قدم فرنسي في مركز الهجوم. شارك مع منتخب الجزائر لكرة القدم. أما مع النوادي، فقد لعب مع ستاد ريمس ونادي إستر ونادي غانغون ونادي كاسي كارنو ونادي كريتيل ونادي كليرمونت 63 وGap HAFC ‏ وأسوا فالنس ‏.

## روابط خارجية
- صبري تابيت على موقع قاعدة بيانات كرة القدم.إي يو (الإنجليزية)
- صبري تابيت على موقع ناشيونال فوتبول تيمز (الإنجليزية)